# Грешем, Джонатан
Джо́натан Гре́шем (англ. Jonathan Gresham, род. 20 марта 1988, Атланта) — американский рестлер, владелец и руководитель промоушена Terminus: Modern Age Grappling. В настоящее время выступает в Impact Wrestling.
Известен по выступлениям в Ring of Honor (ROH), где он является бывшим чемпионом мира ROH. В ROH он также является бывшим чистым чемпионом ROH и командным чемпионом мира ROH вместе с Джеем Литалом.
Грешем работал во многих организациях, таких как Combat Zone Wrestling (CZW), где он является бывшим чемпионом мира CZW в тяжёлом весе, а также Westside Xtreme Wrestling (wXw), Chikara, IWA Mid-South, Full Impact Pro (FIP), Impact Wrestling и Evolve. Он выступал в более чем 15 странах.

## Ранняя жизнь
Джоанатан Грешем родился 20 марта 1988 года в Атланте, Джорджия. Грешем выступал в борьбе до 17 лет. Среди тех, кто повлиял на Грешема, были Рей Мистерио, Хаябуса, Бам Бам Бигелоу, Дин Маленко, Джюсин Лайгер, Лоу Ки, братья Харди, Икуто Хидака и Алекс Шелли.

## Личная жизнь
В декабре 2018 года Грешем обручился с коллегой-рестлером Джординн Грейс Пара поженилась в сентябре 2020 года.

## Титулы и достижения
- Combat Zone Wrestling
  - Best of the Best XV (2016)[5]
  - Чемпион миа CZW в тяжёлом весе (1 раз)[6][7]
- The Crash Lucha Libre
  - Чемпион The Crash в первом тяжёлом весе (1 раз)[8]
- Desastre Total Ultraviolento
  - Чемпион Alto Impacto DTU (1 раз)[9]
- International Wrestling Cartel
  - Чемпион супер-инди IWC (1 раз)[10][11]
  - Super Indy 17 (2018)[12]
- N’Catch
  - Super N’Cup (2011)[13]
- National Wrestling Alliance
  - Чемпион икс-дивизиона NWA Mid-America (1 раз)[14]
- New South Pro Wrestling
  - Чемпион NSPW в тяжёлом весе (1 раз)[15]
- Powerbomb.tv
  - Независимый чемпион (1 раз)[16][17][18][19]
  - Independent Championship Tournament (2017)[20][21]
- Progress Wrestling
  - Объединённый чемпион мира Progress (1 раз)[22]
- Pro Wrestling Zero1
  - Международный чемпион в полутяжёлом весе (1 раз)[23]
  - Чемпион мира New Wrestling Alliance в полутяжёлом весе (1 раз)[24][25]
  - Чемпион икс-дивизиона Zero1 USA Midwest/Чемпион мира в полутяжёлом весе (1 раз)[26]
  - Tenkaichi Jr. Tournament (2012)[27]
- Pro Wrestling Alliance
  - Чемпион PWA в тяжёлом весе (1 раз)
  - Чемпион «Железный человек» PWA (1 раз)[10]
- Pure Xtremely Brutal Wrestling Entertainment
  - Командный чемпион PXBWE (1 раз) — с Тимом Донстом[28]
- Pro Wrestling Illustrated
  - № 10 в топ 500 рестлеров в рейтинге PWI 500 в 2022[29]
- Ring of Honor
  - Чистый чемпион ROH (1 раз)[30]
  - Чемпион мира ROH (1 раз)[31]
  - Командный чемпион мира ROH (1 раз) — с Джеем Литалом[32]
  - ROH Pure Championship Tournament (2020)[33]
  - Награда по итогам года ROH (2 раза)
    - Команда года (2020) с Джеем Литалом[34]
    - Рестлер года (2020, 2021)[35]

  - Шестой чемпион Тройной короны
- Westside Xtreme Wrestling
  - Командный чемпион мира wXw (1 раз) — с Джеем Скиллетом[36][37]
  - 16 Carat Gold Tournament|wXw 16 Carat Gold Tournament (2022)[38]
- WWA4 Wrestling School
  - Чемпион WWA4 в тяжёлом весе (1 раз)[39]
  - Интернет-чемпион WWA4 (1 раз)[40]
  - Командный чемпион WWA4 (1 раз) — с Риком Кингом[41]
- IndependentWrestling.TV
  - Чемпион Independent Wrestling (1 раз)[42]